# أليكسيناتشكي رودنيك
أليكسيناكي رودنيك (Алексиначки Рудник) هي مدينة في نيسافا في مقاطعة وسط صربيا في صربيا. يبلغ عدد سكانها حوالي 1384 نسمة.